# Lago Onega
Il lago Onega (pronuncia italiana: /oˈnɛɡa/; in russo Оне́жское о́зеро?, Onéžskoe ózero, o semplicemente Оне́го, Onégo; in finlandese Ääninen, in careliano Oniegu, in vepso Änine) è il secondo lago d'Europa in ordine di grandezza dopo il lago Ladoga.

## Descrizione
Situato in Carelia, regione russa che confina con la Finlandia, con una superficie di circa 9610 km², il lago Onega ha una vasta rete di canali che lo mettono in comunicazione con vari bacini sia marini che lacustri, tra cui il Mar Bianco e il Mar Baltico passando per il lago Ladoga ed il lago Vygozero attraverso il canale Mar Bianco-Mar Baltico. Attraverso il canale Volga-Baltico è inoltre possibile passare dal lago Onega al fiume Volga e di lì arrivare al Mar Caspio e infine al Mar Nero. La sua forma è allungata ed è profondo al massimo 110 m.
Sulla riva occidentale sorge la capitale della Repubblica di Carelia, Petrozavodsk. Nel lago si trovano numerose isole, tra le quali l'isola Kiži, patrimonio dell'umanità dell'UNESCO, per la natura particolare ma soprattutto per gli edifici di legno, soprattutto chiese, che fanno parte di un museo etnografico all'aperto.
Il lago Onega è il secondo in Europa per superficie. I venti che ne spazzano la superficie possono avere la violenza delle tempeste marine e provocare delle onde alte fino a 5 metri. È uno dei 60.000 laghi della Repubblica di Carelia, chiamata anche "il paese dei laghi, delle foreste e dei graniti". I laghi si estendono per 30000 km², ossia per più di un sesto della superficie della repubblica.
Tutti questi laghi sono collegati tra loro da corsi d'acqua dal corso talvolta incerto, talvolta accelerato da rapide o cascate. Il panorama si uniforma solo in inverno quando il manto nevoso ricopre tutto e i fiumi sono gelati da metà novembre. Il lago Onega è disseminato di isole e penisole, soprattutto al nord, le quali si estendono per parecchi chilometri. Con il Ladoga, l'Onega contribuisce all'abbondanza delle acque del fiume Neva e alla regolarità dei suoi flussi. Queste condizioni favorevoli alla navigazione hanno portato, fin dal 1810, all'apertura del sistema Maria o Mariinski tra San Pietroburgo e il Mar Bianco, le cui tracce sono state riprese e allargate nell'epoca sovietica.